# Вулиця Куявська (Краків)
Вулиця Куявська (пол. Ulica Kujawska) — вулиця в Кракові в дільниці V Кроводжа, яка проходить від ал. Артура Гротгера (aleja Artura Grottgera) в північному напрямку до вул. Казимира Великого (пол. ul. Kazimierza Wielkiego), переходячи в вул. Жечна (ul.Rzeczna).
Вулиця Куявська була однією з перших вулиць, накреслених на цій території перед Першою світовою війною та в міжвоєнний період. Саме тут були побудовані будинки відомих краківських архітекторів та істориків мистецтва Яна Рашки та Богдана Третера. Спроектовані як резиденції в садах, вони викликали захоплення та випромінювали гідність. Ідилічний образ дещо змінився після Другої світової війни, коли модернізація Алеї Трьох Пророків перемістила сюди пункт тяжіння життя центру.